# Julita bruk

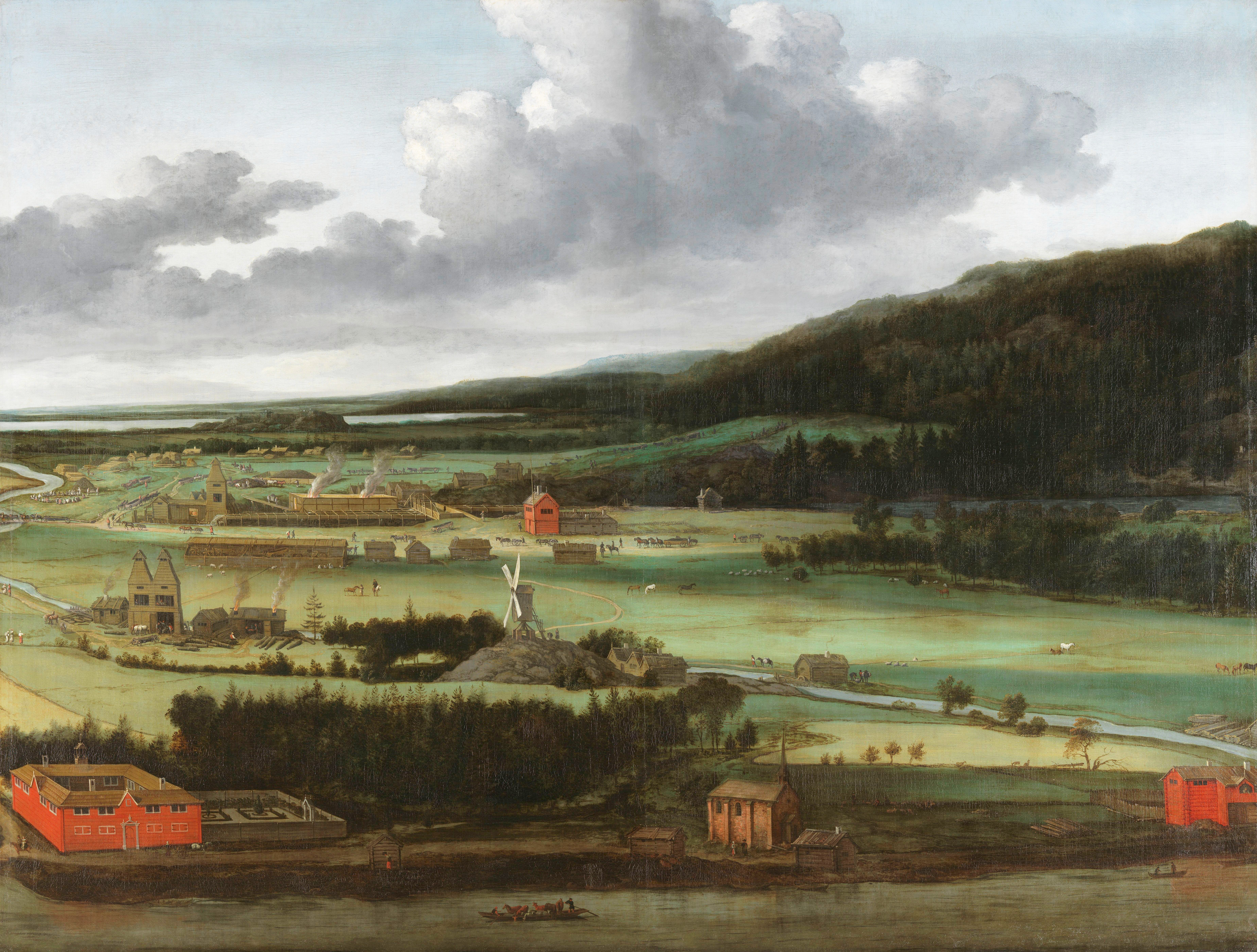
Julita bruk, målning av Allart van Everdingen 1650–1675. Rijksmuseum, Amsterdam.

Julita bruk eller Julita styckebruk var ett kanongjuteri i Julita socken i Katrineholms kommun i Södermanland. Julita styckebruk startades 1627 av den österrikiske artilleriöversten Melchior von Wurmbrand. Bruket låg på nuvarande Fogelstads ägor. Bruket lades ned 1663. Hyttområdet är ett fornminne med RAÄ-nummer: Julita 148:1.

## Historik

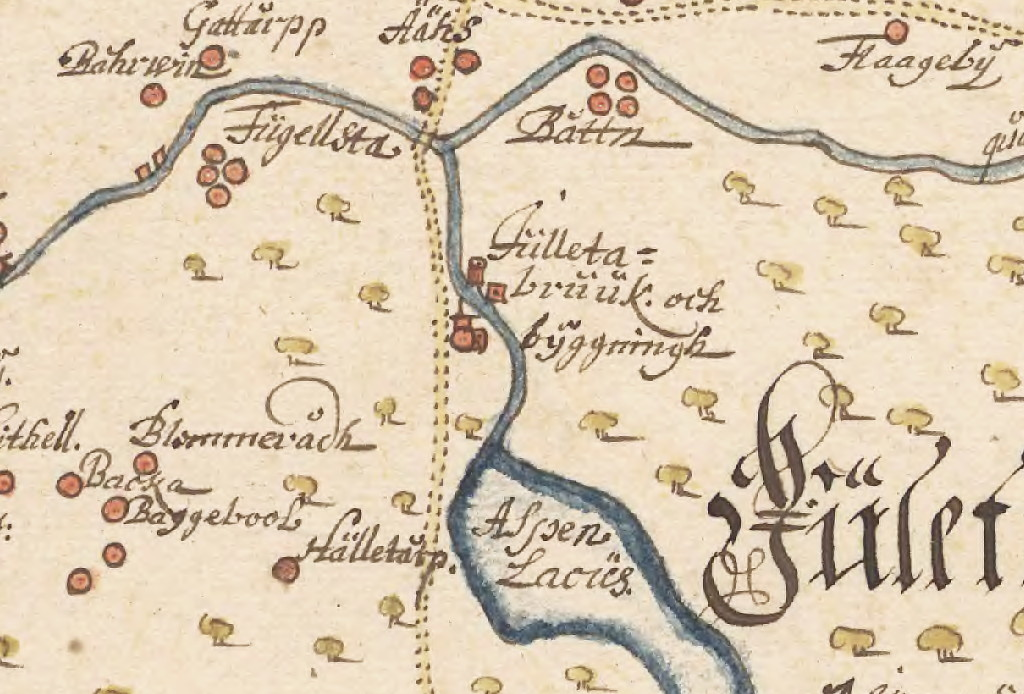
Julita Bruk 1677.

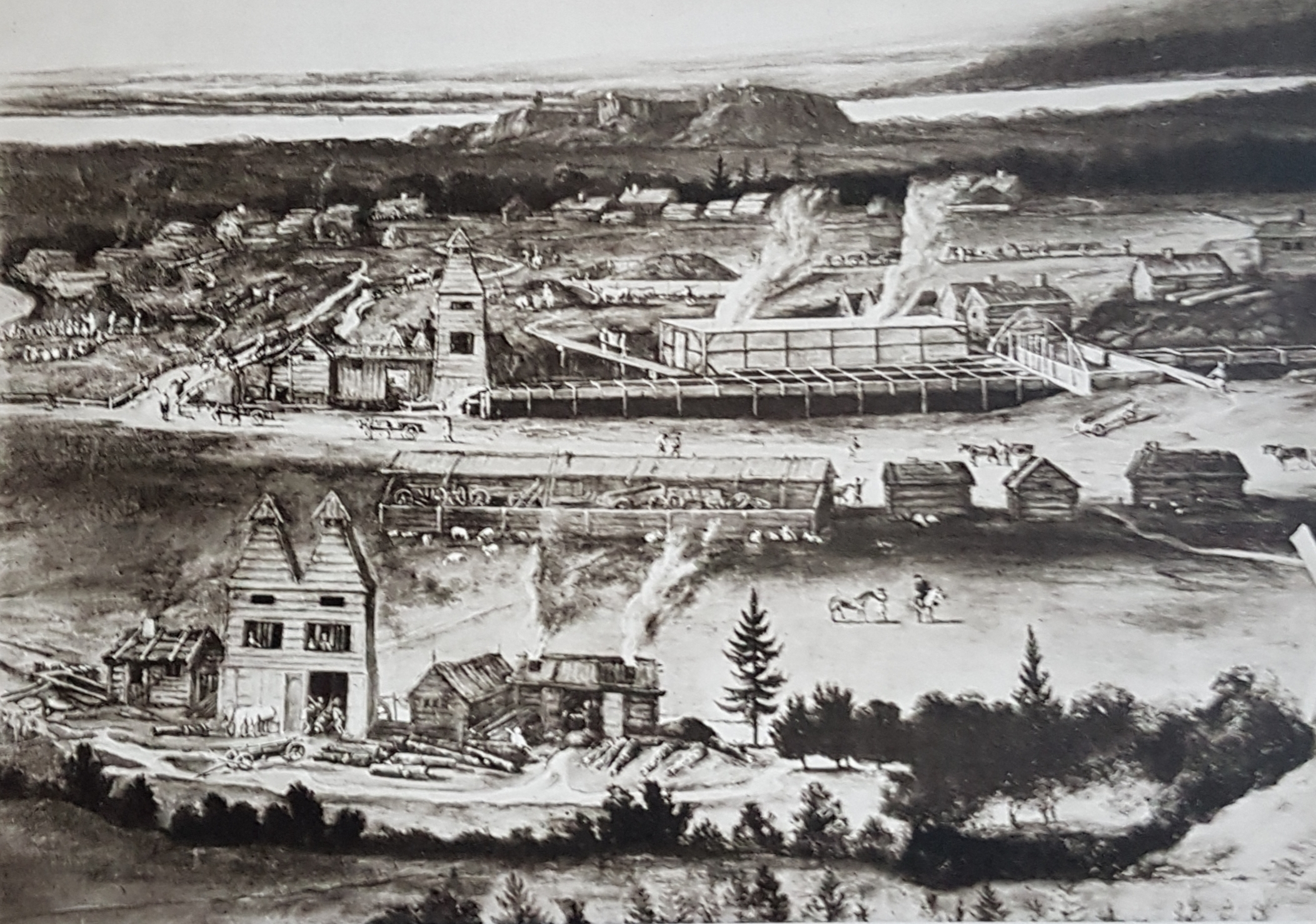
Bruket på 1600-talet enligt Allart van Everdingen.

På 1500-talet hade Julita gods bildats när Julita kloster stängdes. Godset omfattade då förutom Julita gård och Forsby säteri även byarna Äs och Fogelstad. Det omfattade hela Julita socken förutom godset Gimmersta och fastigheter som tillhört kyrkan (Bäck och Källarboda 1). På 1600-talet avhystes och ombildades byarna Fogelstad och Äs till säterier med underliggande hemman. 
Melchior von Wurmbrandt uppfann den så kallade läderkanonen. Det var en livsfarlig, men lätt kanon av hårt lindat rep och oxläder runt ett järn eller kopparrör, som var förstärkt med smidda ringar. Kanontypen var inte särskilt pålitlig och efter ett par dagar i regn eller efter några snabba serier skott, då eldröret hettades upp försvagades materialen.
Julita bruk arrenderades ut 1632 till Jakob Pontusson De la Gardie, som 1637 överlät arrenderätten till den österrikiske burggreven Paul Khewenhüller. 1640 beslutades att gjutning av kanoner endast fick ske vid Julita bruk och De Geers bruk. 1644 fanns vid bruket en masugn, en fallhammare, en borrvind och en knipphammare.
Den stora oljemålningen (2 x 2,5 m) beställdes av någon av bröderna Trip och målades av den nederländske landskaps och marinmålaren Allart van Everdingen. Denna målning bör vara gjord efter 1644, eftersom man på målningen hittar inte mindre än tre borrvindar, två masugnar och flera smedjor.
Oljemålningen var beställd av någondera av de med Louis De Geer nära befryndade byggherrarna till det stolta Trippenhuis i Amsterdam, antingen den rike borgmästaren Louis Trip, som drev stora järn- och skjutvapenaffärer på Sverige, eller hans bror och kompanjon Hendrik Trip, som i början av 1640-talet bevisligen bodde på Julita, kan det betraktas såsom faktiskt, att van Everdingen vistats och målat i Södermanland och/eller i Östergötland (Finspång). Detta utesluter dock inte, att han vid Louis De Geers Leufsta haft tillfälle att studera Dalälvens vattenfall eller att han även besökt Norge. 
En förträfflig kopia av den omnämnda utsikten av Julita kanonbruk i Amsterdams riksmuseum finnes på det nuvarande Julita gård. Den beställdes i början av 1900-talet av den dåvarande ägaren Arthur Bäckström. Ytterligare en tavla av van Everdingen som tolkats att föreställa Julita bruk finns i Nordiska museets ägo efter att ha inköpts 1966 av Nordiska museet och Skansens Vänner och senare skänkts 1967 till Nordiska museet.

### Bilder, bruksområdet idag

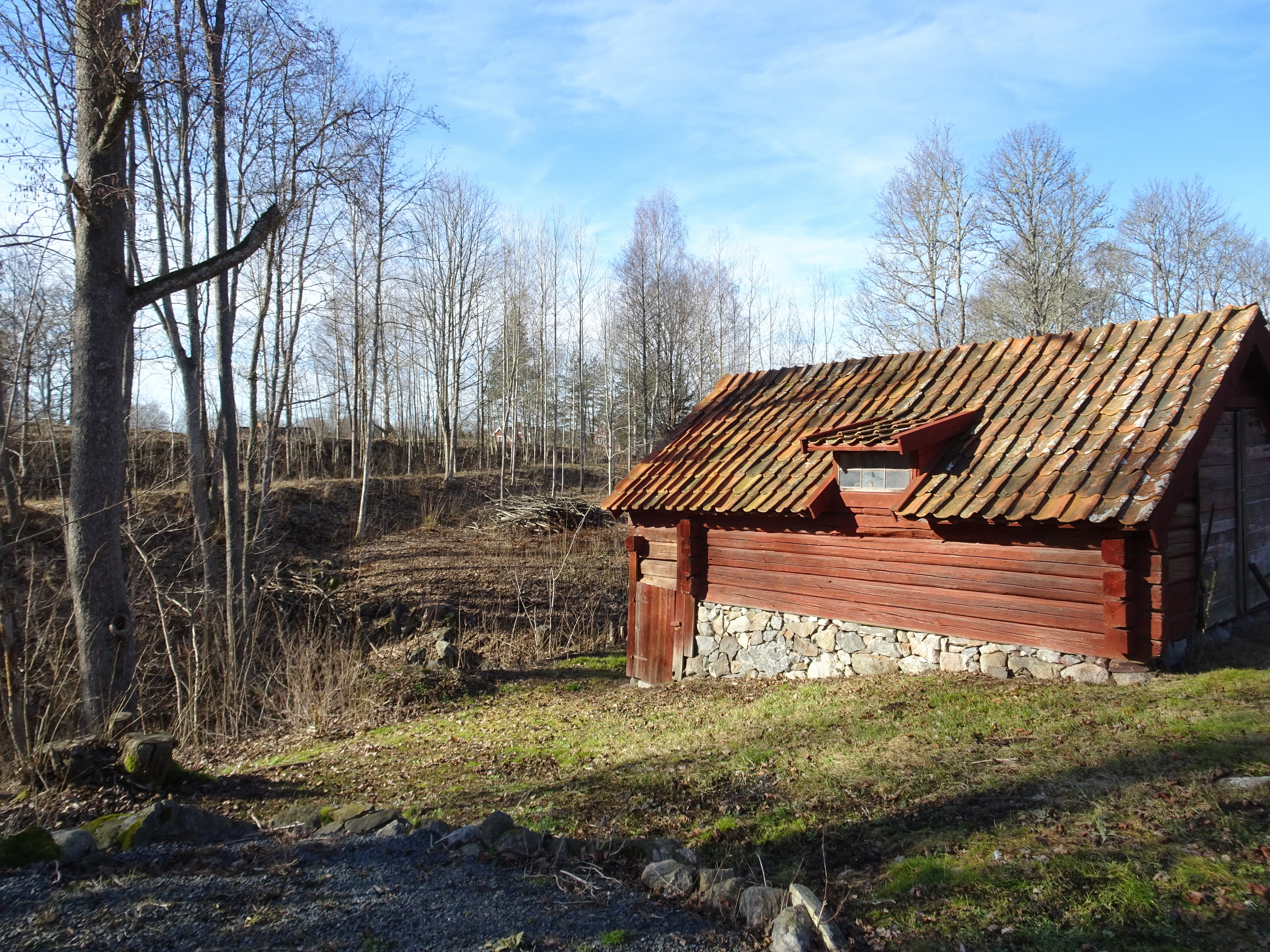
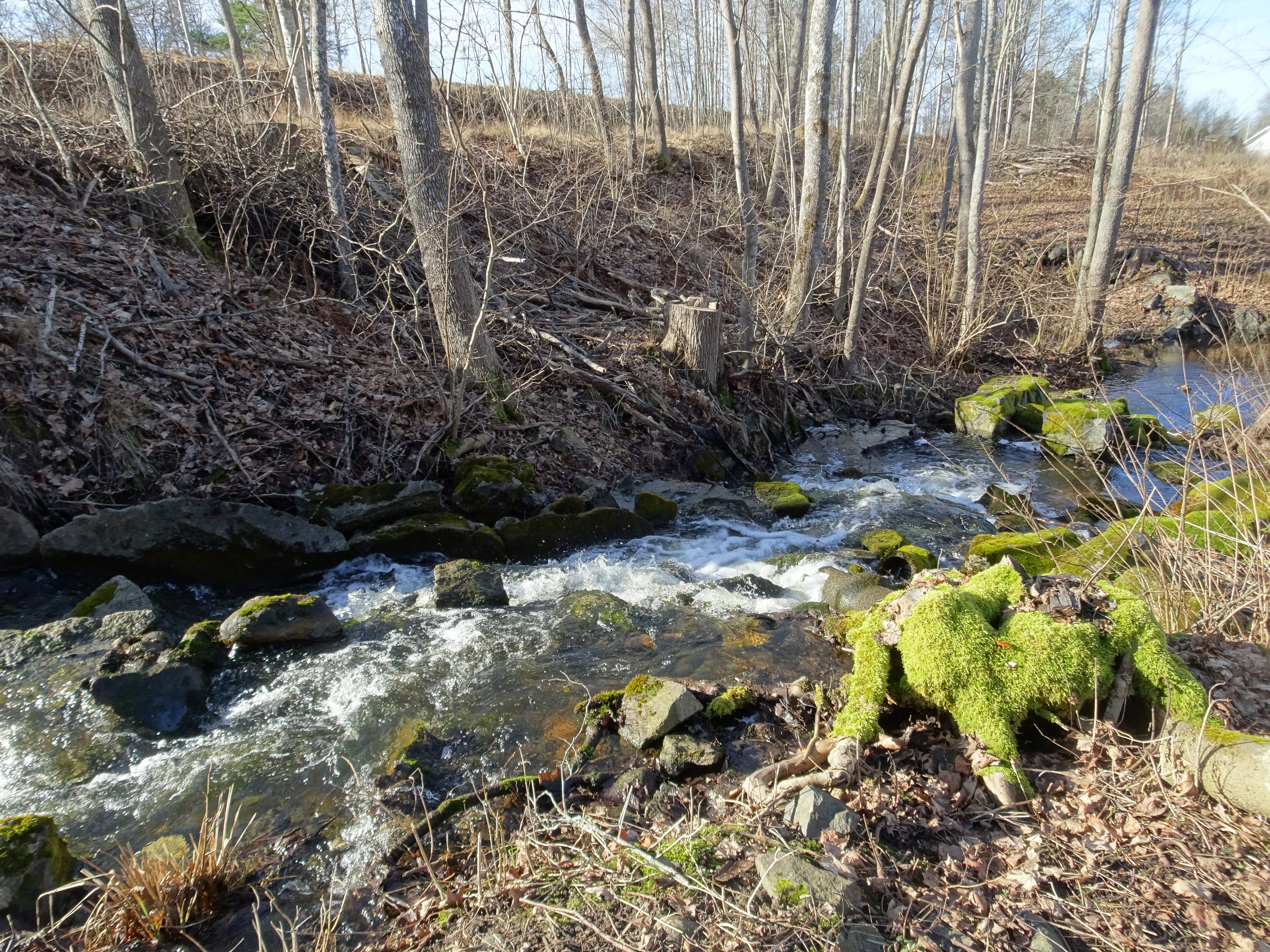
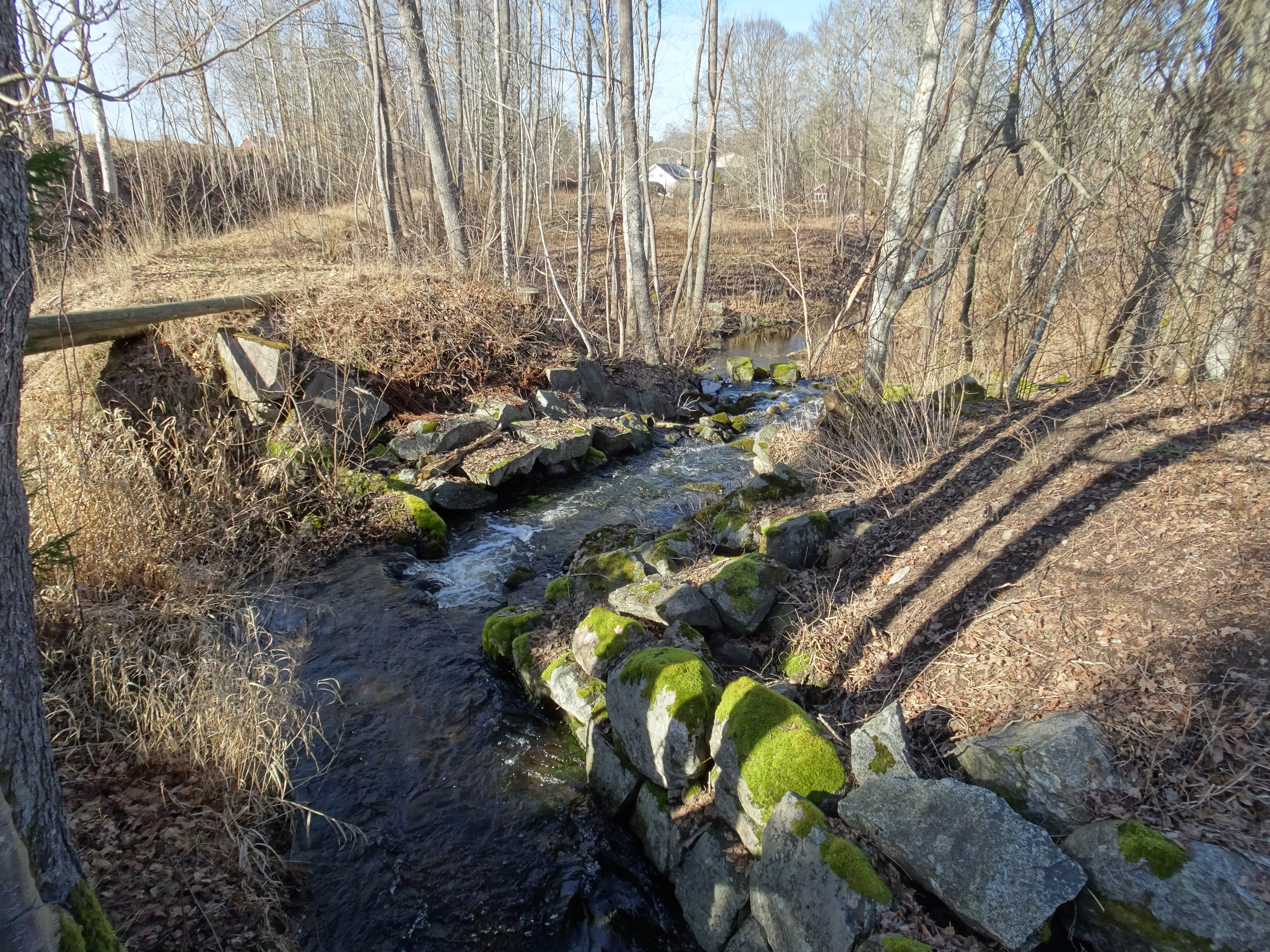
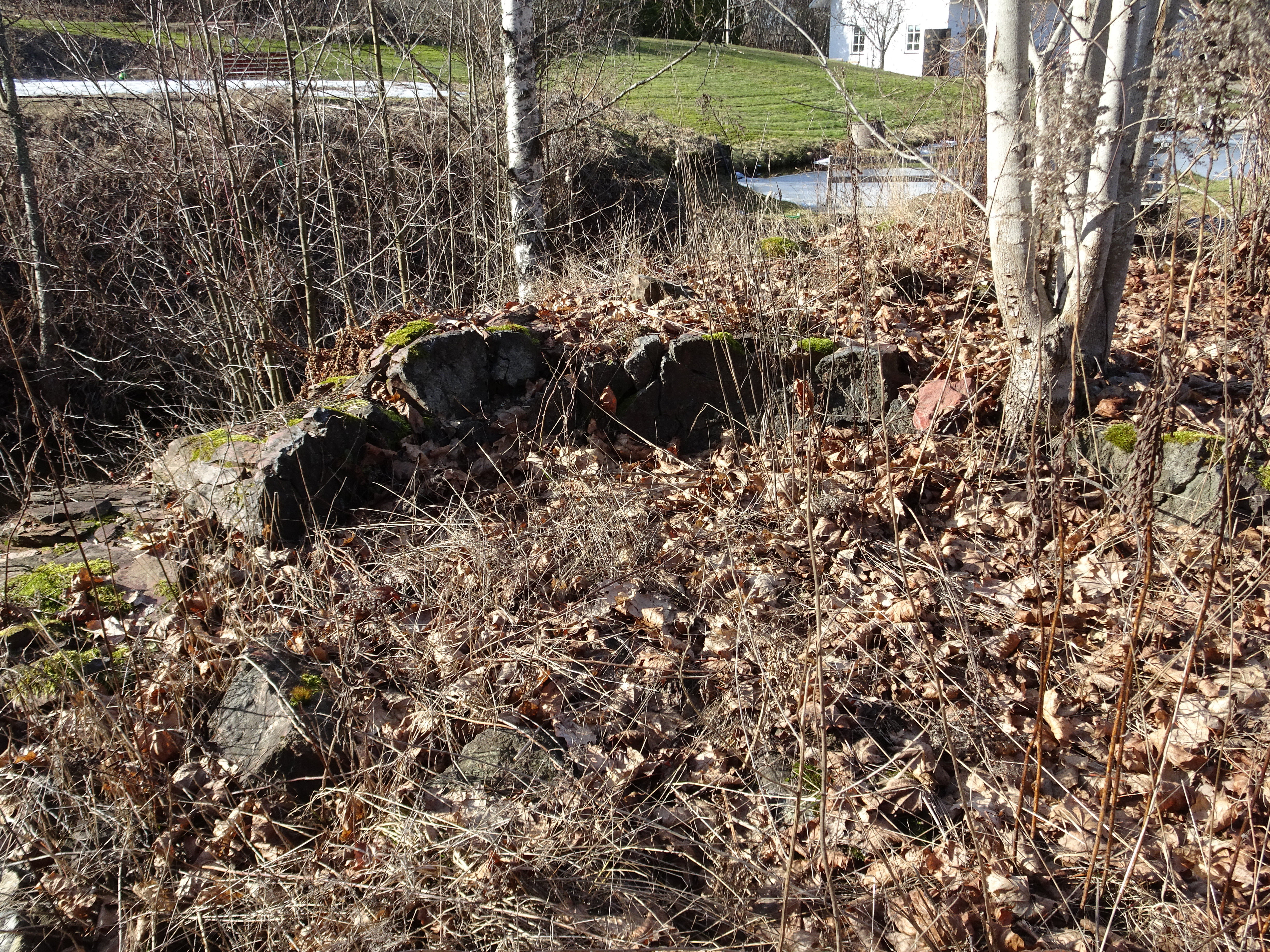